# Parco eolico di Roio del Sangro
Il parco eolico di Roio del Sangro è un impianto di produzione di energia eolica situato nel territorio comunale di Roio del Sangro in provincia di Chieti e fa parte del Comprensorio eolico Alto Vastese.
L'impianto è stato realizzato nel 2001 con l'installazione di 10 aerogeneratori da 600 kW, per una potenza complessiva di 6MW.
Il parco eolico è collegato alla stazione elettrica di Monteferrante, che trasforma l'energia elettrica in alta tensione (150 kV) verso la rete pubblica.